# 라이언 핸슨
라이언 핸슨(Ryan Hansen, 1981년 7월 5일 ~ )는 미국의 배우이다.

## 출연 작품
- 센트럴 인텔리전스 - 스티브 역
- XOXO
- 기동순찰대
- 판타지 아일랜드
- 겉보기엔 멀쩡한 남자 - 데니스 역